# Marquesa Alves Machado
Marquesa Alves Machado (c.1525, Calheta, Ribeira Seca - ?) filha de Gonçalo Anes da Fonseca (ca.1475 Faro, Lagos, Portugal-?) filho de João da Fonseca (c.1435 Lagos, Faro, Portugal - ?) que era filho de Gonçalo Vaz da Fonseca (c.1415 - ?). A sua mãe foi Mécia de Andrade Machado (Carregueiro) uma filha de João de Lisboa (Machado Carregueiro).
Marquesa Alves casou duas vezes; a primeira com Afonso Lourenço (c.1518, Vila Viçosa, Évora, Portugal - ?) e em segundo casamento com Pedro Fernandes de Toledo.
Do primeiro casamento teve os seguinte filhos:
1. Pedro Lourenço Machado
2. Álvaro Lourenço Machado que casou com Leonor Gonçalves  Luzia Esteves
3. Afonso Lourenço Machado casou primeiro com Isabel Rodrigues Fagundes e em segundo casamento com Luzia Esteves
4. Marquesa Gonçalves Machado casou com Diniz Pereira Rodovalho

Do segundo casamento com Pedro Fernandes de Toledo teve:
1. Gonçalo Toledo Machado casou com Maria Fernandes ‘a Rica’
2. Maria Gonçalves de Toledo Machado que casou com Manuel Pires Leite
3. Diogo de Toledo Machado